# Gaspar Ruiz de Pereda
 Gaspar Ruiz de Pereda fue el Gobernador y Capitán General de Cuba entre 1608 y 1616, y también fue caballero de la Orden de Santiago.

## Carrera
Gaspar Ruiz de Pereda fue nombrado Gobernador y Capitán General de Cuba en 1608, llegando al archipiélago el 16 de junio de ese año (1608). Tras llegar a La Habana, Gaspar Ruiz de Pereda censó a la población cubana, viendo que en el archipiélago vivían 20,000 personas (entre blancos, indios y negros). Debido a la enorme cantidad de esclavos negros que había en Cuba y a que los que se traían de África eran cada vez más numerosos, Pereda quería abolir la trata de esclavos de holandeses y portugueses, pero esto le resultó, al parecer, tarea imposible.
En este año tuvo lugar la fundación del Convento Nuestra Señora de la Candelaria, en La Habana, por parte de un grupo de frailes agustinos, que se basaron para su fundación en una licencia del obispo de La Habana, pero la fundación del convento carecía del permiso Pereda, que ya estaba gobernando Cuba, y del Consejo de Indias a pesar de la necesidad de dicho permiso para fundar el convento, según el Patronato Real.
A pesar de ello, Pereda aceptó la fundación del Convento debido al aprecio de la población habanera hacia el obispo, una aceptación que fue muy criticada por el Consejo de Indias. Si bien, reconoció que ese convento se podría sustentar a duras penas, debido a la gran pobreza que había en Cuba y que necesitaba ser atendida y de que además ya había otros dos conventos en La Habana: Uno franciscano y otro dominico.  
El 27 de febrero de 1610, debido a la aceptación gubernativa de la fundación de un convento sin licencia real, se le envió una cédula a Pereda en la cual se le reprimía y le pedía información sobre ciertos aspectos del convento, referidos a su estado:  si tenía alguna dotación y el número de  religiosos que trabajaban o vivían en él. Tras recibir la cédula, Pereda aceptó el error que había cometido al permitir que la fundación se llevara  a cabo, señalando que eso no volvería a pasar en fundaciones futuras. El gobernador señaló la ausencia de rentas en el convento, y el mantenimiento de este gracias a los envíos  de  Nueva España. Si bien, los angustinos que trabajaban en él habían comprado un solar, que usaron para construir en él una pequeña iglesia. El convento era el hogar de unos tres o cuatro religiosos, que vivían a base de limosnas. Además, el convento era un hospicio de los religiosos que viajaban  a las Américas.  La población habanera, que crecía rápidamente,  se distribuía mejor entre las iglesias para  oír misa y obtener los sacramentos “más cómodamente”, ya que ahora también tenían al Convento de Nuestra Señora de Candelaria.
Por otra parte, también en este año (1610), El Pereda legisló otras normas como fue la nueva ley  para castigar  a todos los  cimarrones que fueran capturados: Cortarles las orejas y nariz.
En 1612, el tema del Convento Nuestra Señora de la Candelaria vuelve a ser un tema candente en Cuba. Enviado el obispo anterior, Fr. Juan de las Cabezas, a Guatemala, fue elegido para que ocupara su lugar el Fr. Alonso Enríquez, un mercedario. Sin embargo,  cuando este aún estaba en España, recibió noticias  de la fundación de un convento en La Habana por parte de dos frailes sin  tener las licencias que les permitieran fundarlo y de estar viviendo sin ninguna norma. Así, pidió al rey la paralización de esa fundación y el regreso de los frailes a sus lugares de origen. Además, obtuvo la promesa de que, una vez llegara a La Habana, sería informado del estado del convento. Tras llegar a la ciudad, el 15 de febrero de 1612, y después de estar un tiempo viviendo en Cuba, informó del estado del Convento al Consejo  el 25 de junio (señalando aspectos tales como que no tenían capellanía, vivían de la limosna o que el Convento tenía los dormitorios de paja y bahareques), además de señalar que la fundación del convento se debió a que el fundador, Fr. Agustín Chaves, era primo hermano del anterior obispo que ejercía en Cuba, y  se quejó de Chávez, debido a sus escándalos, enviándolo de regreso a México. Pereda y el Cabildo Secular, sin embargo, defendieron el Convento.
Sin embargo, Pereda tuvo también otros conflictos con los obispos. Así, cuando el obispo sevillano Alonso Henríquez de Armendáriz de Toledo (nombrado en 1611) propuso el traslado de la catedral a La Habana  y el asiento de su mitra, debido a fenómenos tales como “el desamparo, la distancia, el peor clima, la menor población, el peligro de invasiones piratas”, Pereda se negó a aceptar su propuesta, por lo que en 1614, Armendáriz decidió decretar la excomunión de manera fulgurante de Pereda y pidió de manera solenme a toda la población habanera que dirigirse hacia la casa del gobernador y apedrearla y “anatemizar”.  De esta forma, Pereda envió a La Habana un ejército para forzar la suspensión de la excomunión, dándoles una licencia para encarselar a Armendáriz en caso de que este se negara a suspender la excomunión “y alzaba el entredicho puesto sobre La Habana y su puerto”. Los soldados cercaron la casa de Armendáriz, quien solo aceptó suspender la excomunión después de haber ofrecido una gran resistencia y haber dado “muchos altercados” (sin embargo, parece que el obispo sevillando excomulgó al gobernador dos veces).
Pereda fue destituido en 1616.

## Vida personal
Gaspar Ruiz de Pereda se casó con Doña María de Salinas.